# براين جونز (لاعب كرة قدم)
براين جونز (بالإنجليزية: Bryn Jones)‏ هو لاعب كرة قدم بريطاني، ولد في 20 مايو 1931 في سوانزي في المملكة المتحدة، وتوفي في 1 أكتوبر 1990. لعب مع سوانزي سيتي ونادي بورنموث ونادي نورثامبتون تاون ونادي واتفورد ونيوبورت كونتي.